# آندراده الماس
آندراده الماس (انگلیسی: Andrade El Idolo؛ زادهٔ ۳ نوامبر ۱۹۸۹) کشتی‌گیر کشتی حرفه‌ای اهل مکزیک است.